# Victoric d'Amiens
Victoric d'Amiens († 287) est, selon la tradition catholique, un martyr chrétien exécuté près d'Amiens sous le règne de l'empereur Maximien, en même temps que Fuscien et Gentien. Fête le 11 décembre.

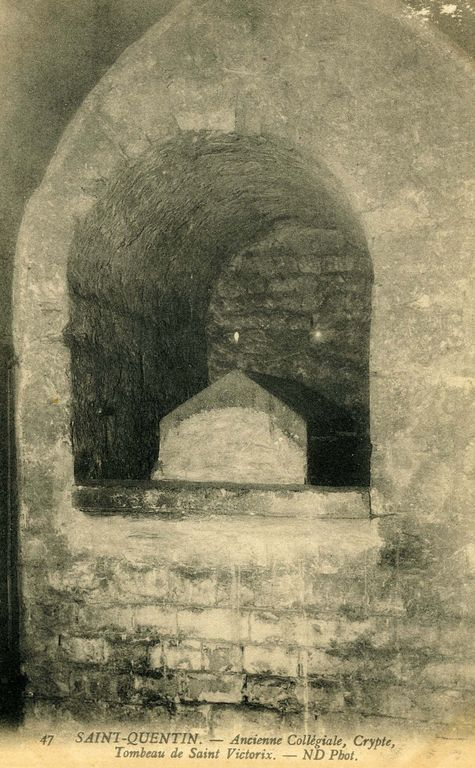
Sarcophage de saint Victoric, conservé dans la crypte de la basilique de Saint-Quentin et détruit en 1918.

## Biographie
Au IIIe siècle, Victoric est un Romain venu évangéliser les Morins, peuple gaulois de la région de Boulogne-sur-Mer, avec un compagnon également Romain nommé Fuscien (Fuscianus), lui allant autour de l'actuelle ville de Saint-Omer, tandis que Victoric se rendit sur la côte. Puis ils se rejoignirent à Thérouanne où ils convertirent une foule nombreuse au christianisme.  
Forts de leur succès, ils voulurent en faire part à Quentin et se mirent en route en direction d'Ambianorum (Amiens) pour le rejoindre. Quand ils y arrivèrent, la persécution régnait, aussi ils se hâtèrent de s'en éloigner et firent halte dans le village de Sama (l'actuel Sains-en-Amiénois). Là ils furent hébergés par Gentien, un vieil homme, qui leur apprit que Quentin venait d'être martyrisé à Augusta Viromandorum (Saint-Quentin) sur ordre de Rictiovarus, vicaire romain.   
Celui-ci continuait à traquer le moindre chrétien, et informé des conversions qu'opéraient les deux hommes, il se mit à leur poursuite, et finit par retrouver leur trace jusqu'au domicile de Gentien qui, à son arrivée avec sa troupe, le menaça de son épée. Surpris d'un tel accueil pour lui et de l'hospitalité qu'il avait bien voulu offrir aux deux chrétiens, il interrogea Gentien qui lui répondit qu'il voulait désormais servir le Christ. Fort mécontent par cette réponse, il ordonna qu'il soit décapité immédiatement aux côtés de Victoric et Fuscien. 
Arrêtés à leur tour, ils furent lourdement enchaînés et torturés sur le chemin qui les menait à Amiens. Devant leur résistance et leur prières, ils eurent le nez transpercé de broches de fer rougies, puis leurs yeux furent arrachés avant qu'ils soient également décapités à Saint-Fuscien.    
La légende dit que les deux martyrs seraient ensuite revenus à Sains en portant leur tête dans les mains (cf. saints céphalophores).

## Reliques
En 893, l'évêque d'Amiens, Otger, fit don à la basilique de Saint-Quentin de reliques de Victoric, où elles sont actuellement conservées dans une châsse avec celles de saint Cassien d'Autun, déjà vénérées dans cette église depuis le début du IXe siècle.

### Articles liés
- Sains-en-Amiénois
- Abbaye de Saint-Fuscien
- Saint Fuscien
- Gentien
- Liste des saints picards
- Céphalophorie